# Jostein Gaarder

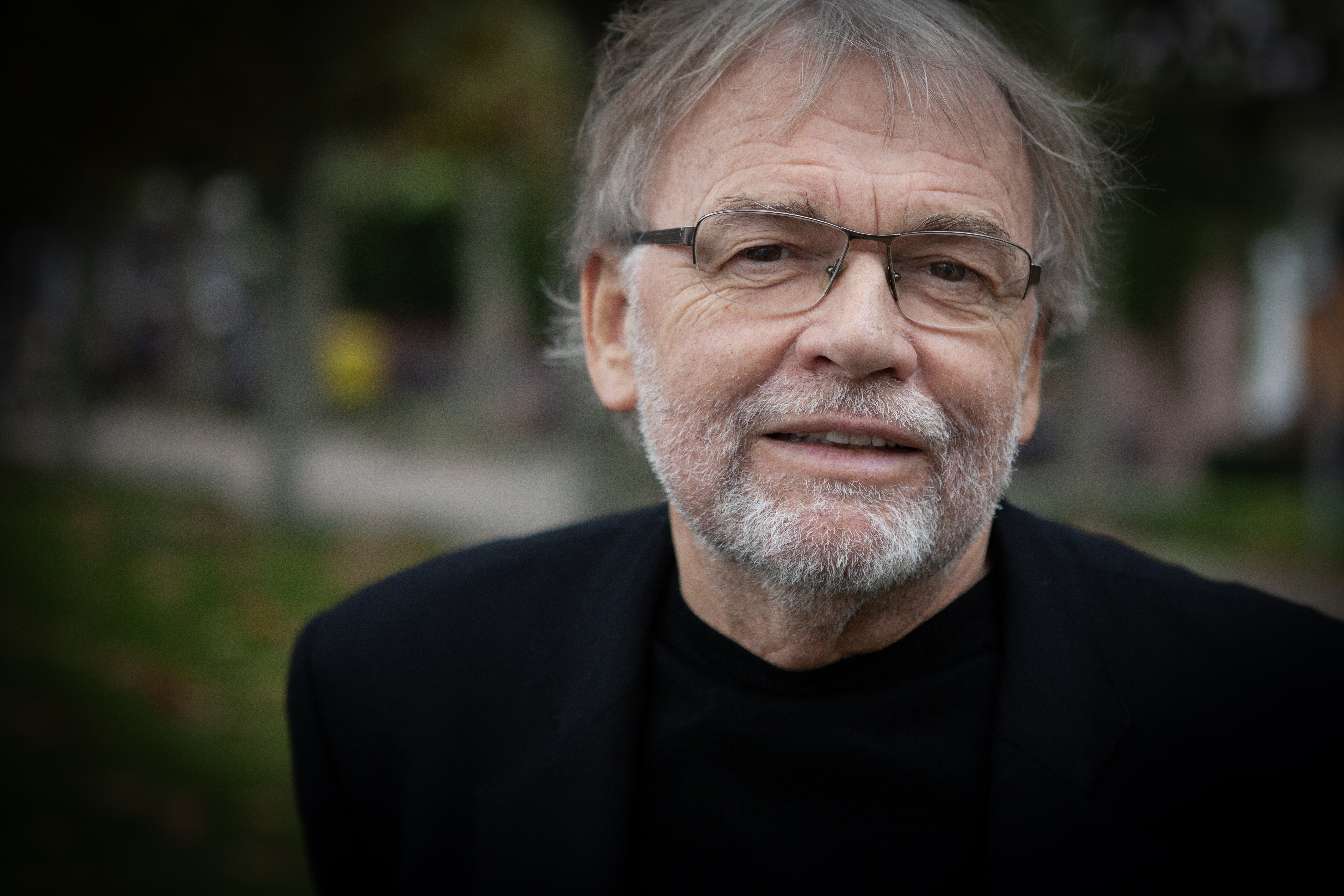
Jostein Gaarder im 3Sat-Interview auf der Frankfurter Buchmesse 2019

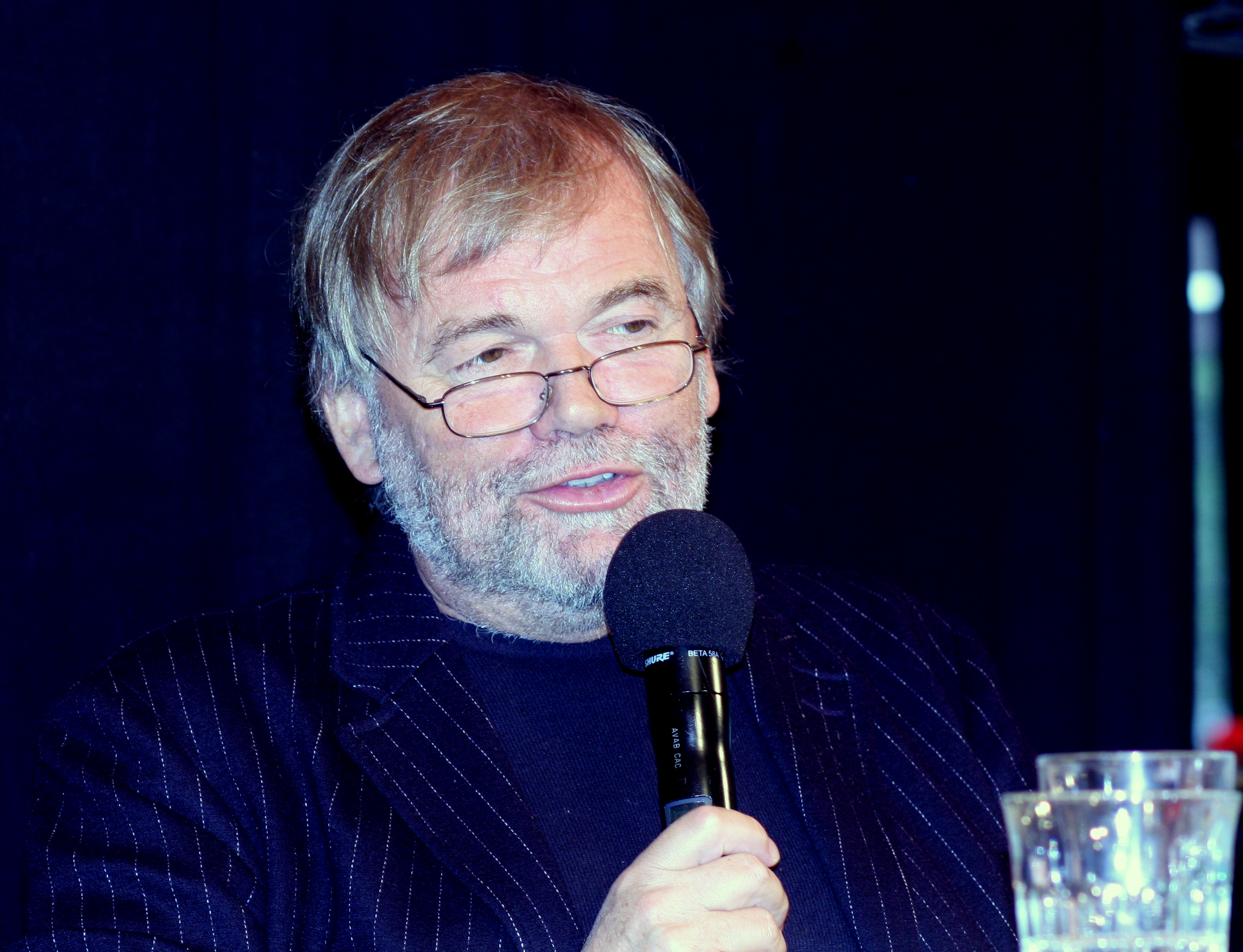
Jostein Gaarder, 2011

Jostein Gaarder [ˈju:staɪn ˈgɔːrdər] (geboren am 8. August 1952 in Oslo, Norwegen) ist ein norwegischer Schriftsteller von Romanen und Kurzgeschichten mit zumeist philosophischem Hintergrund. Weltweit bekannt wurde er mit seinem Buch Sofies Welt von 1991, das bis 2017 in 65 Sprachen übersetzt wurde und sich über 40 Millionen Mal verkaufte.
Gaarders Zielgruppe sind vor allem Kinder und Jugendliche. 1993 erhielt er den norwegischen Bokhandlerprisen und 2004 den Willy-Brandt-Preis.

## Leben und Werk
Jostein Gaarder studierte Philosophie, evangelisch-lutherische Theologie und norwegische Literaturwissenschaft / norwegische und skandinavische Linguistik an der Universität Oslo. 1976 schloss er das Studium ab. Anschließend unterrichtete er zehn Jahre lang das norwegische Fach Idéhistorie (inhaltlich nicht zu vergleichen mit der nur namensgleichen Ideengeschichte, idéhistorie ist das geschichtliche Studium des Europäischen Gedankengangs/der europäischen Philosophie), sowohl in der Kinder- als auch der Erwachsenenbildung, bevor er sich als freier Schriftsteller etablierte.
Er hat mit seiner Ehefrau, der Theaterwissenschaftlerin Siri Dannevig, zwei Kinder und lebt mit seiner Familie heute in Oslo.
Das Buch Das Kartengeheimnis erschien 1990 und wurde ein Jahr später mit dem Preis der norwegischen Literaturkritiker ausgezeichnet.
Mit seinem ursprünglich als Kinderbuch gedachten, aber auch von vielen Erwachsenen gelesenen Werk Sofies Welt, das er 1991 schrieb, erlangte er 1993 Weltruhm und den Durchbruch als Schriftsteller. Für dieses Buch erhielt er 1994 den deutschen Jugendliteraturpreis. Es ist inzwischen in über 50 Sprachen übersetzt worden und wurde 1999 verfilmt.
In seinem Jugendroman 2084 – Noras Welt, der im Jahr 2013 erschien, thematisierte Jostein Gaarder den Klimawandel.
Gaarder sieht das Problem der globalen Erwärmung und die dazugehörige Frage „Wie können wir die Lebensbedingungen auf der Erde erhalten?“ als wichtigste philosophische Frage unserer Zeit. Er befürwortet die Fridays-for-Future-Demonstrationen und möchte, dass an Schulen ein stärkeres Bewusstsein für dieses Thema vermittelt wird.
„Wenn ich dich foltere oder töte, dann begehe ich eine Straftat. Weil das in den deutschen Gesetzen steht und es auch Teil der Allgemeinen Erklärung der Menschenrechte ist. Wir brauchen solche Gesetze in Deutschland, in Norwegen und den Vereinten Nationen – wir brauchen eine Allgemeine Erklärung der Menschenpflichten. Sodass du bestraft wirst, wenn du die Welt für die Leute, die nach uns leben, zerstörst.“

## Kontroverse
Gaarder löste Anfang August 2006 durch seinen Kommentar „Gottes auserwähltes Volk“ („Guds utvalgte folk“) in der norwegischen Zeitung Aftenposten eine Kontroverse aus. Bezug nehmend auf die Militäraktionen Israels im Libanon schrieb er u. a. (Auszüge der Übersetzung aus dem Englischen nach Übersetzung aus dem Norwegischen durch das Simon-Wiesenthal-Zentrum Paris):
„Es gibt keine Umkehr. Es ist an der Zeit, eine neue Lektion zu lernen: Wir erkennen den Staat Israel nicht länger an. Wir konnten das südafrikanische Apartheid-Regime nicht anerkennen, und ebenso wenig das afghanische Taliban-Regime. Und es gab viele, die Saddam Husseins Irak oder die ethnischen Säuberungen der Serben nicht anerkannten. Wir müssen uns nun an den Gedanken gewöhnen: der Staat Israel in seiner jetzigen Form ist Geschichte.“
Und weiter:
„Wir glauben nicht an die Idee eines von Gott auserwählten Volkes. Wir lachen über die Hirngespinste dieses Volkes und weinen über seine Untaten. Als Gottes auserwähltes Volk zu handeln ist nicht nur dumm und arrogant, sondern ein Verbrechen gegen die Menschlichkeit. Wir nennen es Rassismus.“
Zu den „Grenzen der Toleranz“ führte er aus:
[…] „Wir nennen Kindermörder ‘Kindermörder’ und werden niemals akzeptieren, dass diese ein gottgegebenes oder historisches Mandat besitzen sollen, das ihre Schandtaten rechtfertigt. Wir sagen nur dieses: Schande über alle Apartheid, Schande über ethnische Säuberungen, Schande über jeden Terroranschlag auf Zivilisten, ob er nun von Hamas, Hisbollah oder dem Staat Israel verübt wird!“
Über Judenverfolgung und den Krieg im Libanon:
„Wir anerkennen Europas tiefe Verantwortung für das Leid der Juden und nehmen sie auf uns, für die schändliche Verfolgung, die Pogrome, und den Holocaust. Es war eine historische und moralische Notwendigkeit für die Juden, ihre eigene Heimat zu erhalten. Der Staat Israel hat jedoch, mit seiner skrupellosen Kriegführung und seinen abscheulichen Waffen, seine eigene Legitimität massakriert. Er hat internationales Recht, internationale Konventionen und unzählige UN-Resolutionen zum Gespött gemacht, und kann nicht länger Schutz von diesen erwarten […]“
Unter der Zwischenüberschrift „Israel hört nicht zu“:
[…] „Wir akzeptieren nicht die Entführung von Soldaten. Aber ebenso akzeptieren wir nicht die Deportation ganzer Bevölkerungen oder Entführung legal gewählter Parlamentarier und Minister. Wir anerkennen den Staat Israel von 1948, aber nicht den von 1967. Es ist der Staat Israel, der den internationalem Recht entsprechenden Staat Israel von 1948 nicht anerkennt, respektiert und sich auf ihn bezieht. Israel will mehr: mehr Wasser und mehr Dörfer. Um das zu erreichen, gibt es jene, die, mit Gottes Hilfe, eine Endlösung des palästinensischen Problems wollen. 'Die Palästinenser haben so viele andere Länder', haben bestimmte israelische Politiker argumentiert; 'wir haben nur eines.'“
Im letzten Absatz:
„Wir erkennen den Staat Israel nicht an. Nicht heute, nicht im Moment, da wir dieses schreiben, nicht in der Stunde von Trauer und Zorn. Wenn die gesamte israelische Nation ihrem eigenen Handeln erliegen sollte und Teile der Bevölkerung aus den besetzten Gebieten in eine neue Diaspora fliehen müssen, dann sagen wir: Mögen die Umgebenden gelassen bleiben und ihnen Gnade erweisen. Es ist ein ewiges Verbrechen ohne mildernde Umstände, die Hand an Flüchtlinge und staatenlose Völker zu legen […]“
Zahlreiche Stimmen warfen Gaarder auf Grundlage dieses Essays Antisemitismus vor, andere verteidigten ihn gegen diesen Vorwurf.
Einer seiner israelischen Verlage, Schocken Publishing House, kündigte am 9. August 2006 auf Grund seines anti-israelischen Kommentars den Vertrag mit Jostein Gaarder auf. Schocken-Verleger Racheli Edelman erwog die Erhebung juristischer Schritte gegen Jostein Gaarder.
Seine scharfe Kritikerin Mona Levin wird zitiert: „Seit Hitlers ‚Mein Kampf‘ habe ich nichts Antisemitischeres mehr gelesen!“
Am 10. August hieß es über Gaarder in der FAZ: „Das einzige, was er wirklich bedauere, sei, Menschen verletzt zu haben – und seine „respektlose“ Bezeichnung der Zehn Gebote, die er „lustige Steintafeln“ nannte.“
Am 12. August schrieb Gaarder in der Aftenposten eine Klarstellung zu den gegen ihn erhobenen Vorwürfen. Dort erklärt er u. a.:
„Kein gottgegebenes Mandat“
Viele gaben zum Ausdruck, ich würde Religion und Politik miteinander vermischen. Ich versuchte das genaue Gegenteil. Als ich dem Kommentar den Titel ‚Gottes auserwähltes Volk‘ gab, geschah das, um zu unterstreichen, dass wir in diesem Konflikt niemals akzeptieren dürfen, dass sich irgendeine Partei auf ein göttliches Mandat beruft […]
„Hier handelt es sich in erster Linie um etwas, das wir ‚ christlich-zionistische‘ Vorstellungen nennen können, was ich meinte, also Vorstellungen davon, dass Gott weiterhin einen Plan für die Juden hat, und dass das, was heute im Nahen Osten passiert, eine Warnung vor dem Jüngsten Tag, der Wiederkunft Jesu, etc. ist.“
Am 8. September führte das Deutschlandradio ein Interview mit Gaarder, in dem er erklärte, seine Israel-Kritik sei einer „Angst um Israel“ entsprungen, ähnlich wie er Angst um sein Kind hätte, wenn es sich gewalttätig gegenüber anderen verhielte. Zum Antisemitismus-Vorwurf sagte er, es sei „dumm und gefährlich“, Israel-Kritiker als Antisemiten zu bezeichnen. Antisemitismus sei „das Schlimmste, was es gibt. Es ist so ähnlich, als wenn man pädophil ist.“ In dem Interview gab er außerdem zu verstehen, dass er das Existenzrecht Israels anerkenne und es nie in Abrede gestellt habe. Die Äußerung „wir erkennen Israel nicht länger an“ habe er in dem Sinne verwendet, einer Gruppe oder Person, in diesem Fall Israel, die Anerkennung für dessen Leistungen und Taten zu entziehen.

## Werke

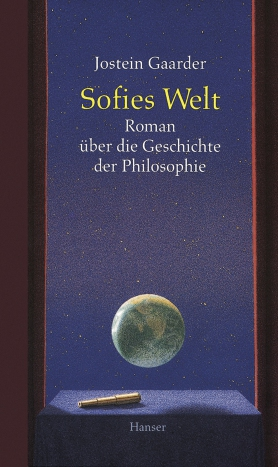
Titel der deutschen Erstausgabe von Sofies verden.

- Diagnosen og andre noveller, 1986.
- Froskeslottet. 1988.
- Kabalmysteriet. 1990.
- Sofies verden. 1991.
- Julemysteriet. 1992.
- mit Klaus Hagerup: Bibbi Bokkens magiske bibliotek. 1993.
- I et speil, i en gåte. 1993.
- Hallo? Er det noen her? 1996.
- Vita Brevis. 1996.
- Maya. 1999.
- Sirkusdirektørens datter. 2001.
- Appelsinpiken. 2003.
- Slottet i Pyreneene. 2008.
- Anna. En fabel om klodens klima og miljø. 2013.
- Dukeforeren. 2016.
- Akkurat passe. 2018.

### In deutscher Übersetzung
- Sofies Welt. übersetzt von Gabriele Haefs, Hanser, München 1993, ISBN 3-446-17347-1. (Platz 1 der Spiegel-Bestsellerliste in den Jahren 1994 und 1995)
- Das Kartengeheimnis. 1995.
- Durch einen Spiegel, in einem dunklen Wort. 1996.
- Die Diagnose. 1997.
- Der seltene Vogel. Kurzgeschichtensammlung. 1997.
- Das Leben ist kurz – Vita Brevis. 1997.
- Das Weihnachtsgeheimnis. 1998.
- Hallo, ist da jemand? 1999.
- mit Klaus Hagerup: Bibbi Bokkens magische Bibliothek. 2001.
- Maya oder das Wunder des Lebens. 2000.
- Der Geschichtenverkäufer. 2002.
- Das Orangenmädchen. 2003.
- Das Schloss der Frösche. 2005.
- Schachmatt. Anthologie mit Auszügen aus verschiedenen Werken Gaarders. 2006.
- Jonathan und die Zwerge aus dem All. 2008.
- Die Frau mit dem roten Tuch. Hanser, München 2010, ISBN 978-3-446-23488-8.
- 2084 – Noras Welt. 2013.
- Ein treuer Freund. Hanser, München 2017, ISBN 978-3-446-25443-5.
- Genau richtig. Die kurze Geschichte einer langen Nacht. Hanser, München 2019, ISBN 978-3-446-26367-3.

### Hörbücher (Auszug)
- Sofies Welt. Der Hörverlag, München 2003, ISBN 3-89940-255-3. (4 CDs 400 Min., gelesen von Gunda Aurich, Christoph Bantzer, Ulrike Bliefert, Peter Fitz, Matthias Habich u. a.)
- Die Frau mit dem roten Tuch. Der Hörverlag, München 2012, ISBN 978-3-86717-573-9. (gekürzt, 4 CDs 277 Min., gelesen von Beate Himmelstoß und Hans Kremer)
- 2084 – Noras Welt. Der Hörverlag, München 2013, ISBN 978-3-8445-1189-5. (ungekürzte Lesung, 1 MP3-CD 283 Min., gelesen von Rosalie Thomass)